# اقلیم قاره‌ای
اقلیم قاره‌ای اقلیمی است که ویژگی آن تغییرات مهم سالانه در دما به خاطر دور بودن از دریا یا اقیانوس است. در این اقلیم دمای زمستان آن قدر پایین هست که بارش برف سالیانه داشته باشد و دمای تابستان نیز ملایم و دارای بارندگی است. استثنایی نیز وجود دارد که از جمله می‌توان به نواحی ساحلی شمال شرقی آمریکای شمالی در کانادا اشاره کرد. اقلیم سواحل شرق کانادا اقلیم قاره‌ای مرطوب نام دارد، ولی اقلیم قاره‌ای خشک نیز وجود دارد. مناطق با اقلیم قاره‌ای در بخش‌هایی از قاره‌های نیمکره شمالی(به ویژه آمریکای شمالی و آسیا) وجود دارند. در ارتفاعات بالا نیز این اقلیم در دیگر نقاط جهان به چشم می‌خورد.
در اقلیم‌های قاره‌ای، بارندگی بیشتر در ماه‌های گرم‌تر متمرکز است. تنها چند منطقه در کوه‌های شمال غربی اقیانوس آرام در آمریکای شمالی و در ایران، شمال عراق، ترکیه، افغانستان، پاکستان و آسیای مرکزی در مجاورت آن‌ها بیشترین بارش را در زمستان نشان می‌دهند. بخشی از بارندگی سالانه به صورت برف می‌بارد و برف نیز اغلب بیش از یک ماه روی زمین باقی می ماند. تابستان‌ها در آب و هوای قاره‌ای می‌تواند دارای رعد و برق و دمای مکرر گرم باشد. با این حال، آب و هوای تابستان تا حدودی پایدارتر از هوای زمستان است. اقلیم‌های قاره‌ای به دلیل قرار گرفتن در مناطق معتدل به عنوان گونه‌های اقلیمی معتدل در نظر گرفته می‌شوند، اما در سامانه طبقه‌بندی اقلیمی کوپن به طور جداگانه از سایر اقلیم‌های معتدل با حرف اول خود، D بزرگ طبقه‌بندی می‌شوند.